# Élie Gounelle
Élie Joël Gounelle, född 1865, död 1950, var en fransk teolog.
Gounelle, som blev kyrkoherde i S:t Étienne i Paris 1919, var verksam inom kyrkans sociala arbete och i de kyrkliga enhetssträvandena. Han var delegerad vid ekumeniska mötena i Stockholm 1925 och Lausanne 1927, samt var redaktör för Revue du christianisme social och medredaktör för den ekumeniska tidskriften Stockholm.